# Lernu!
| Esperanto |  |
| |  |
| Jazyk |  |
| |  |
| - Akademie esperanta - Gramatika - Slovníky - Esperantologie - Abeceda - Číslovky - Fundamento - lernu! - Letní škola esperanta                                                                             |  |
| |  |
| Organizace |  |
| |  |
| - UEA - TEJO - E@I - EEU - SAT - Český esperantský svaz - Česká esperantská mládež - Esperantské kluby - Katolíci                                                                                           |  |
| |  |
| Dějiny |  |
| |  |
| - Ludvík Lazar Zamenhof - Časová osa - Buloňská deklarace - Ido-schizma - Krize ata/ita - Neutrální Moresnet - Interhelpo - Pražský manifest - Bona Espero - Esperantské město                              |  |
| |  |
| Kultura |  |
| |  |
| - Esperantská setkání - Pasporta Servo - Hudba - Rozhlas - Finvenkismus - Homaranismus - Kabei - Politika - La Espero - Stelo - Symboly (vlajka) - UK - IJK - Esperantista - Rodilí mluvčí - Zamenhofův den |  |
| |  |
| Literatura |  |
| |  |
| - Autoři - Esperantské časopisy - Esperantské slovníky - PIV - Wikipedie - KAEST |  |
| |  |
| Úhly pohledu |  |
| |  |
| - Propedeutická hodnota - Srovnání s idem - Srovnání s interlinguou - Reformy - Odpor vůči esperantu |  |

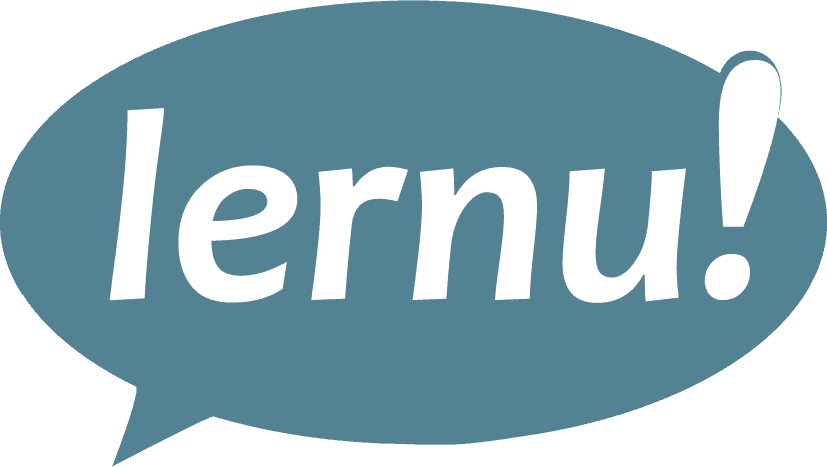
Logo lernu!

lernu! je bezplatný mnohojazyčný web vytvořený za účelem výuky a rozšiřování mezinárodního jazyka esperanto. Je na něm možné získat informace o esperantu, učit se tento jazyk v různých kurzech, najít přehlednou mluvnici, dělat jazyková cvičení, hrát jazykové hry, číst a poslouchat povídky, využívat různé slovníky, vyměňovat si vzkazy s ostatními zájemci o esperanto, účastnit se virtuálních lekcí, poslouchat esperantskou hudbu a dokonce zhlédnout i krátké filmy v esperantu.

## Historie
Myšlenka lernu! (tj. "uč se!") jako webu vznikla při příležitosti prvního semináře Esperanto@Interreto (E@I) ve Stockholmu v dubnu 2000 a byla upřesněna v říjnu 2001 během druhého semináře E@I v Uppsale. V červenci 2002 dostal projekt podporu fondu Esperantic Studies Foundation a web byl vytvořen v srpnu téhož roku. 21. prosince 2002 byl zveřejněn a od té doby o něj pečuje E@I s mnoha pomocníky.
lernu! bylo několikrát vydáno na CD. Během let 2004–2006 se objevily různé neinternetové verze s přidanými materiály: hudbou, programy a dalšími kurzy esperanta, které nejsou obsaženy v lernu!. Nejnovější verze je dostupná jen na Internetu; na CD nebo DVD bývá vydávána s mírným zpožděním.
V červenci 2016 byla spuštěna nová verze webu, se zcela novým kurzem a responzivním designem.

## Charakteristika
lernu! je k dispozici ve více než 30 jazycích (s různým stupněm dokončenosti překladu) a ti, co se učí, mají možnost korespondovat s jazykovými pomocníky ve svém rodném jazyce.
Kromě mnoha kurzů různých úrovní obsahuje lernu! také další služby a nástroje: slovníky, přehled mluvnice, nahlas předčítané povídky s obrázky, představení esperanta, besedník, knihovnu s knihami, hudbou a filmy. Navíc zde jsou hry, fóra k různým tématům a novinky z esperantského hnutí.
V půlce roku 2006 byl web navštěvovaný více než 75tisíckrát během měsíce a návštěvnost plynule roste. Jako noví uživatelé se každý měsíc registruje více než tisíc návštěvníků. Většina uživatelů přichází z Evropy, jihovýchodní Asie a ze severní i jižní Ameriky. Více než polovina návštěvníků jsou nováčci. V současnosti je lernu! největší a nejpopulárnější místo s kurzy esperanta na Internetu.

## Odvozené projekty
Na základě zkušeností získaných provozem lernu! vyvinula organizace E@I v letech 2009–2011 ve spolupráci s dalšími partnery web Slovake.eu, který umožňuje bezplatné internetové studium slovenského jazyka. Na podzim roku 2011 obdržela E@I od Evropské komise grant na realizaci dalšího podobného projektu, tentokrát pro bezplatnou internetovou výuku němčiny.